# Archives israélites de France
Les Archives israélites de France sont une revue mensuelle française fondée en 1840 à Paris par le journaliste et hébraïsant Samuel Cahen. Elle paraît de janvier 1840 à novembre 1935, date à laquelle elle est absorbée par Le Journal juif.
En 1890, le cinquantenaire de la revue donne lieu à un numéro spécial intitulé La Gerbe.